# Ян Галюх-Бжозовський
Ян Адам Галюх-Бжозовський (пол. Jan Adam Haluch-Brzozowski; 8 жовтня 1883, с. Сяри, Малопольське воєводство — 17 грудня 1941, Львів) — залізничник, військовий, політичний діяч і промисловець, під час польсько-більшовицької війни командир Залізничного підрозділу (березень 1919), а згодом і Штабу військової залізниці (січень 1920 р.), член Парламенту третього скликання (1930—1935) і мер міста Львова (1930−1931).

## Біографія
Батько — Антоній, мати — дружина батька Теофіля Завілінська.
Здобув освіту інженера (випускник львівської політехніки — 1907). В 1911 році склав державний іспит і отримав ступінь інженера. Після закінчення інституту працював інженером на залізничній станції в Кракові. Під час Першої світової війни був змобілізований до австрійської армії. Починаючи з 1918 служив у польській армії. У березні 1919 року отримав звання підполковника та прийняв командування III Залізничним підрозділом Війська Польського. Згодом, у січні 1920 року, призначений командувачем Штабу військової залізниці. 8 квітня 1921 був нагороджений Срібним Хрестом ордену Virtuti Militari за заслуги в польсько-більшовицькій війні.
Після польсько-більшовицької війни пішов на військову пенсію у званні полковника. Працював на залізниці, виконуючи функції начальника відділу Управління PKP у Львові, а згодом і голови Управління львівської залізниці. Наприкінці 1920-х років перейшов на роботу в нафтову промисловість, де виконував функції віце-президента Союзу нафтових промисловців, а згодом і голови Наглядової ради Нафтового банку.
У 1930—1935 роках був обраний депутатом в Сейм Польщі від Безпартійного Блоку Взаємодії з Урядом, а також, обіймав посаду мера міста Львова з 5 червня 1930 по листопад 1931 року. Від 1930 року член Політехнічного товариства у Львові.
Інформація, про те, що в 1930-ті роки він був головою Торгово-промислової палати у Варшаві не є правдивою, тому що в цей час він засідав у Торгово-промисловій палаті у Львові. Головою Торгово-промислової палати у Варшаві в цей період був Чеслав Кларнер.